# たくろう (歌手)
たくろう（1990年12月14日 - ）は、日本の男性演歌歌手
宮崎県宮崎郡清武町（現・宮崎市）出身。

## 略歴
- 1994年、4歳の頃より、歌好きの祖父母の影響で歌い始める。祖母と一緒にカラオケ教室に通いレッスンを受け始める。
- 1995年、5歳の頃より、民謡や声楽など様々なレッスンを経験。
- 2010年、20周年記念 キングレコード歌謡グランプリにて準優勝を受賞。
- 2010年12月12日、第一興商presents 第1回 宮崎県カラオケ選手権にてグランプリを受賞。
- 2011年、第27回 日本大衆音楽祭にてヤング部門大賞を受賞。
- 2011年より、上京　芸能プロダクションにて下積み修行を経験。
- 2016年、生まれ故郷の宮崎県に帰郷。
- 2016年5月1日、「好きです...MIYAZAKI」でデビュー。
- 2017年7月15日、両A面セカンドシングル「あなたに・・・ありがとう」「未来へ」を発売。
- 2020年4月より、宮崎サンシャインエフエムにて園田絹代のおもひでごっこ♪　コーナー担当。

## 人物
- 血液型：A型
- 特技：電子工作、パブリック・アドレス
- 趣味：ドライブ、ショッピング
- 座右の銘：「ハイ！と言う 素直な心が 身の宝」

## ディスコグラフィ

### シングル
- 2016年5月1日   デビュー曲『好きです...MIYAZAKI』 c/w 「夢追い船」
- 2017年7月15日 両A面セカンドシングル『あなたに・・・ありがとう』『未来へ』

## レギュラー番組

### ラジオ
- 園田絹代のおもひでごっこ♪　たくろうのうたカフェ！（宮崎サンシャインエフエム、第2・第4日曜日12:00 - ）